# Municipio de Vinica
El municipio de Vinica (en idioma macedonio: Општина Виница) es uno de los ochenta y cuatro municipios en los que se subdivide administrativamente Macedonia del Norte.

## Geografía
Este municipio se encuentra localizado en el territorio que abarca la región estadística del este.

## Población
La superficie de este municipio abarca una extensión de territorio de unos 432,67 kilómetros cuadrados. La población de esta división administrativa se encuentra compuesta por un total de 19.938 personas (según las cifras que arrojaron el censo llevado a cabo en el año 2002). Mientras que su densidad poblacional es de unos cuarenta y seis habitantes por cada kilómetro cuadrado.